# Pyrrhischer Krieg
Heraclea – Ausculum – Beneventum
Der Pyrrhische Krieg (auch Pyrrhoskrieg oder Tarentinischer Krieg) war eine Auseinandersetzung zwischen Pyrrhos I. von Epirus und dem Römischen Reich, die zwischen 280 v. Chr. bis 275 v. Chr. stattfand. Pyrrhos scheiterte letztlich nach einigen Erfolgen (Pyrrhussieg) mit dem Versuch, in Süditalien und auf Sizilien (Magna Graecia) ein eigenes Herrschaftsgebiet zu etablieren; stattdessen konnten die Römer in der Folge des Krieges ihre Macht ausdehnen. Der Krieg war ein bedeutender Vorbote der Punischen Kriege, da Rom durch seinen Sieg seinen Machtbereich bis zur Straße von Messina erweiterte, was die Voraussetzung für den Kampf um Sizilien mit der anderen Großmacht im westlichen Mittelmeerraum, Karthago, schuf, der wenige Jahre später ausbrach.

## Hintergrund
Unteritalien war um 280 v. Chr. mit zahlreichen griechischen Dörfern und Städten besiedelt und somit Teil der griechischen Welt. Nachdem Rom seine Herrschaft in Mittelitalien gefestigt hatte, versuchte es, seinen Einfluss auch auf Unteritalien auszudehnen. Als Rom in den griechischen Siedlungen Thurii, Lokroi und Rhegium intervenierte, verletzte es damit die Interessen Tarents, der mächtigsten Polis Unteritaliens. Im Jahr 282 v. Chr. kam es zu einem Überfall auf die römische Flotte im Hafen von Tarent, den sie laut einem Vertrag von 303 v. Chr. nicht hätte anlaufen dürfen, der den Krieg auslöste. Hintergrund war eine Stasis zwischen Freunden und Feinden Roms in der Stadt, in der sich die Romfeinde durchsetzen konnten.
Daraufhin rief Tarent, das den Römern militärisch weit unterlegen war, König Pyrrhos von Epirus (latinisiert Pyrrhus) zu Hilfe, der eine Möglichkeit sah, seine Macht zu erweitern und sich zum König über alle Westgriechen zu machen. Pyrrhus landete mit 20.000 Söldnern, 3000 thessalischen Reitern und 26 Kriegselefanten in Süditalien und übernahm den Oberbefehl über die griechischen Truppen.

## Der Krieg

### Heraclea
Pyrrhus versprach den von Rom beherrschten Völkerschaften Italiens die Freiheit, um sie als Verbündete zu gewinnen, doch blieb der Effekt überschaubar. Im selben Jahr 280 v. Chr. schickten die Römer eine Armee mit ca. 50.000 Mann unter der Führung von Publius Laevinius in die Region Lucania (heute Basilikata), wo die erste Schlacht in der Nähe der Stadt Heraclea geschlagen wurde. Pyrrhus erwies sich als überlegener Feldherr.
Ein verwundeter Elefant versetzte jedoch seine Artgenossen in Panik, wodurch ein ansonsten vollständiger Sieg der Griechen getrübt wurde.
Die Verlustzahlen variieren zwischen 7.000 und 15.000 auf römischer, und 4.000 und 13.000 auf epirotischer Seite.

### Ausculum
279 v. Chr. kam es bei Asculum erneut zum Kampf zwischen dem Konsul Publius Dentius mit über 40.000 Mann und Pyrrhus mit 25.000 Soldaten und einigen Kriegselefanten. Die Römer verloren in dieser wiederum für Pyrrhus siegreichen Schlacht mindestens 6.000 Mann, die Griechen ca. 3.500.
Nach diesen Kämpfen zeigte sich die Stabilität des römischen Bundesgenossensystems, denn die von Pyrrhus erhoffte breite Unterstützung der italischen Völker gegen die Römer blieb auch nach diesem Sieg aus. Ein Friedensangebot Pyrrhus’ wurde vom römischen Senat zurückgewiesen, da Rom sich mit Karthago verbündet hatte und eine karthagische Hilfsflotte in Ostia bei Rom landete. Die Karthager fürchteten, Pyrrhus könnte ihren Machtbereich auf Sizilien bedrohen, und unterstützten daher die Römer.

### Sizilien
278 v. Chr. bis 275 v. Chr. eroberte Pyrrhus, herbeigerufen von Syrakus, daraufhin fast ganz Sizilien (bis auf das uneinnehmbare Lilybaeum) von den Karthagern, konnte sein Ziel der Errichtung eines Königtums über die Griechen in Sizilien und Unteritalien aber nicht verwirklichen, da die Poleis vielfach intern zerstritten waren und sich hinter seinem Rücken mit Karthago einigten, um nicht unter Pyrrhus’ Herrschaft zu gelangen. Daraufhin kehrte er 275 v. Chr. auf das italische Festland zurück.

### Beneventum
275 v. Chr. fand die letzte Schlacht zwischen Pyrrhus und den Römern unter Konsul Manius Curius Dentatus statt. Durch seinen Feldzug in Sizilien geschwächt, gelang es Pyrrhus nicht, einen Sieg über die Römer zu erringen. Der Kampf endete unentschieden, was einem römischen Sieg gleichkam.
Wegen seiner hohen Verluste sah sich Pyrrhus nun gezwungen, nach Epirus zurückzukehren, woraufhin die Römer die mit ihm alliierten Samniten besiegten. In den folgenden drei Jahren eroberten die römischen Truppen Tarent und den Rest des griechischen Unteritalien.

## Sprichwort
Neben der Tatsache, dass der Pyrrhische Krieg ein bedeutendes historisches Ereignis war und Roms Erwachen zur Großmacht symbolisierte, prägte er außerdem ein Sprichwort. Ein „Pyrrhussieg“ ist ein mit zu hohen Verlusten und Nachteilen erkaufter Sieg, der dem Sieger mehr schadet als nutzt.
Pyrrhus, der im Verlauf seiner siegreichen Kämpfe gegen die Römer so viele Männer verloren hatte, soll gesagt haben: „Noch einen solchen Sieg über die Römer – dann sind wir vollständig verloren!“